# 吉沢緑時
吉沢 緑時（よしざわ りょくじ）は、日本の漫画家。長野県出身。かつては、ペンネームとして別名義の吉沢良支なども使用していた。
尊敬する漫画家は、植田まさしと岡田あーみん。

## 来歴
- 2001年24歳の時にヤングジャンプ月例第1回MANGAグランプリにて「蝿地獄」が佳作を受賞。
- 同年、第3回MANGAグランプリにて「呪いの携帯人形21」が月間ベスト賞と奨励賞を受賞。
- 同年、第4回MANGAグランプリにて「エレベーターガールズ」が月間ベスト賞と奨励賞を受賞。
- 同年、『週刊ヤングジャンプ』44号に吉沢良支名義で「蝿地獄」が掲載される。
- 2003年『週刊ヤングジャンプ』15号に吉沢緑時名義で「縁切り様」が掲載される。
- 2005年『ビジネスジャンプ』19号にて「ダメ人間タカギ」を連載開始するが10話で終了。
- 2007年『ヤングチャンピオン』にて「ざんねんなこ、のんちゃん」を連載開始。
- 2011年「ざんねんなこ、のんちゃん」が「ざんねんなこ、のんちゃん。セーラー服トラウマ日記」のタイトルで実写映画化された。監督は平林克理、主演はみひろ。

## 作品リスト

### 連載
- ダメ人間タカギ（『ビジネスジャンプ』2005年19号 - 2006年4号）
- ざんねんなこ、のんちゃん（『ヤングチャンピオン』2007年21号 - 2008年20号）
- やまちち（『ヤングチャンピオン』2010年20号[2] - 2011年15号[3]）
- こわいものみたさん（『ニュータイプエース』2012年Vol.6 - 2013年Vol.23）
- 秘みこさまー！（『少年チャンピオン』2012年28号 - 同年32号） - 短期集中連載。
- 俳句トゥ ザ フューチャー（『週刊漫画TIMES』2013年 - 2014年） - 不定期掲載。
- 受付の白雪さん（『月刊アクション』2013年7月号〈創刊号〉[4] - 2015年6月号）
- ななめ下いくナナコちゃん（『別冊ヤングチャンピオン』2014年11月号〈創刊号〉[5] - 2016年10月号） - 連載途中に『みんな誰かに嫌われてるよ』より改題。
- NKJK（『月刊アクション』2015年7月号[6] - 2016年12月号）
- とっても、ざんねんなこ、のんちゃん。（『ヤングチャンピオン烈』2017年1号[7] - 2017年10号） - 『ざんねんなこ、のんちゃん』の続編。
- 狙われた男子中学生（『くらげバンチ』2017年4月 - 6月） - 短期集中連載。
- 出没！アダチック天国（『まんがライフオリジナル』2017年5月号[8] - 2020年12月号[9]） - 3か月の短期集中連載から連載に昇格。
- ボートレース訓練生・美波（『週刊大衆』2017年10/30号 - ）
- ほぼほぼほろびまして（『くらげバンチ』2018年9月14日[10] - 2020年3月6日）
- なみじょ!!!!!!（『漫画アクション』2018年22号[11] - 2020年10号[12]）
- マザ婚（『めちゃコミック』『WEBコミックガンマ』2021年10月4日[13] - 2023年7月4日）
- 停留女子（『みたいな！』2021年12月24日- 連載中）
- 略奪愛獣ドレミ（『ストーリーな女たち ブラック』2023年3月9日 - 2024年2月8日）
- ヒドゥラ（『ヤングキング』2024年6号[14] - 2025年3号[15]）
- マッチングデッド（『ヤングキング』2025年12号[16] - ）

### 読み切り
- 蝿地獄（『週刊ヤングジャンプ』2001年44号） - 吉沢良支名義。
- 縁切り様（原作：かっぱ堂、『週刊ヤングジャンプ』2003年15号）
- 似階（『ヤングジャンプ増刊 漫革』2003年Vol.34）
- エレベーターガールズ（『週刊ヤングジャンプ』2004年2号）
- アッコの部屋（『ヤングジャンプ増刊 漫革』2004年Vol.39）
- 呪いのフィギュア（『ヤングチャンピオン』2007年9号）
- ざんねんなこ、のんちゃん（『ヤングチャンピオン』2007年20号）
- さいごの、ばんちゃん。（『週刊ヤングマガジン』2012年39号）
- さいごの、ばんちゃん（『週刊ヤングマガジン』2012年42号）
- エリとマキとエリマキトカゲ（『まんがライフセレクション 動物のおしゃべり増刊号』まんがライフ2016年8月増刊号）
- おっぱいの向こう側（『ヤングチャンピオン』2018年5号）
- この窓は猫のもの！（『まんがライフセレクション 動物のおしゃべり増刊号』まんがライフ2018年4月増刊号）
- ヤンチャン三兄弟（『ヤングチャンピオン』2018年8号付録冊子[17]）
- Kissシタイ・オブ・ザ・デッド（『少年チャンピオン』2019年14号・15号）
- fairy w!nk物語（『漫画アクション』2019年12号[18]）
- 注文の多いお嬢様（『別冊少年チャンピオン』2019年10月号[19]・2020年4月号）
- 気がつけば伝説の少女（『ヤングチャンピオン』2020年No.11）
- 妻による猫ぐるみの犯行（『月刊コミックバンチ』2020年8月号）
- ミッション淫（『ヤングチャンピオン烈』2021年No.6）
- 種（『脳ハカイ寸前!? NTRシチュエーションアンソロジーコミック』2023年）[20]
- ナッシング（『ヤングキング』2024年1号[21]）

### 書籍
- 『ざんねんなこ、のんちゃん』秋田書店〈ヤングチャンピオンコミックス〉、2008年9月19日発売、ISBN 978-4-253-14600-5
- 『やまちち』、秋田書店〈AKITA COMICS DELUXE〉2011年、全2巻
- 『受付の白雪さん』、双葉社〈アクションコミックス〉2014年[22] - 2015年、全3巻
- 『俳句トゥ ザ フューチャー』双葉社〈アクションコミックス〉、2014年12月10日発売[23]、ISBN 978-4-8322-3430-7
- 『NKJK』、双葉社〈アクションコミックス〉2016年、全2巻
- 『ななめ下いくナナコちゃん』秋田書店〈ヤングチャンピオンコミックス〉、2016年8月19日発売[24]、ISBN 978-4-253-14207-6
- 『とっても、ざんねんなこ、のんちゃん。』2018年3月19日発売 - 電子書籍限定配信
- 『出没！アダチック天国』竹書房〈バンブーエッセイセレクション〉、2018年10月1日発売[25]、ISBN 978-4-8019-1637-1
- 『ほぼほぼほろびまして』、新潮社〈BUNCH COMICS〉2019年[26] - 2020年、全2巻
- 『なみじょ!!!!!!』、双葉社〈アクションコミックス〉2019年[27] - 2020年、全2巻
- 『出没！アダチック天国 極』竹書房〈バンブーエッセイセレクション〉、2021年2月17日発売[28]、ISBN 978-4-8019-2552-6 - 電子版は紙版未収録話も収録した完全版となっている[28]。
- 『マザ婚』、竹書房〈バンブーコミックス〉2023年、全2巻
- 『ヒドゥラ 〜無限惨虐ゲーム〜』、少年画報社〈ヤングキングコミックス〉2024年 - 2025年、全2巻
  1. 2024年8月7日発売[29][30]、ISBN 978-4-7859-7734-4
  2. 2025年2月10日発売[31]、ISBN 978-4-7859-7864-8

## 師匠
- 栗原正尚[32]
- ふなつ一輝[33]

## その他
- お笑いコンビ「こてつ」の河合武俊とは中学生からの友人。[34]